# 시모노잇시키정
시모노잇시키정(下之一色町)은 아이치현 아이치군에 설치되었던 정이다. 현재의 나고야시 나카가와구의 일부에 해당한다.